# Niederfinow
Niederfinow es un municipio del distrito de Barnim, en Brandeburgo (Alemania).
- Datos: Q581479
- Multimedia: Niederfinow / Q581479

1. ↑  Worldpostalcodes.org, código postal n.º 16248.